# Zakea Dolphin Mangoaela
Zakea Dolphin Mangoaela (* Februar 1883 in Hohobeng, Kapprovinz, Südafrika; † 25. Oktober 1963) war ein südafrikanisch-lesothischer Autor und Volkskundler.
Mangoaela wurde unweit der Grenze zum damaligen Basutoland, dem späteren Lesotho, geboren und wuchs in Basutoland auf, wo er das Basutoland Training College besuchte. Er gilt als einer der ersten Autoren der südafrikanischen Literatur. Sein bekanntestes Werk ist Lithoko tsa Marena a Basotho (deutsch: Lobpreisungen der Häuptlinge der Basotho). 

## Werke
- Lithoko tsa Marena a Basotho. 1921
- Ar'a libatana le lenyamatsane
- Als Co-Autor: Grammar of the Sesuto language. Bantu Studies Vol. III. Johannesburg: University of Witwatersrand Press, Johannesburg 1927

| Personendaten    | Personendaten                                      |
| ---------------- | -------------------------------------------------- |
| NAME             | Mangoaela, Zakea Dolphin                           |
| KURZBESCHREIBUNG | südafrikanisch-lesothischer Autor und Volkskundler |
| GEBURTSDATUM     | Februar 1883                                       |
| GEBURTSORT       | Hohobeng, Kapprovinz, Südafrika                    |
| STERBEDATUM      | 25. Oktober 1963                                   |